# Abdoulaye
Abdoulaye est un prénom masculin d'Afrique subsaharienne, équivalent de l'arabe Abdallah ou Abdullah (`abdu-llahi : serviteur de Dieu), prénom du père de Mahomet.

## Personnalités
- Abdoulaye Ascorafé (1949-), cinéaste et poète malien ;
- Abdoulaye Bathily (1947-), professeur d'histoire et homme politique sénégalais ;
- Abdoulaye Camara  ;
- Abdoulaye Cissé (1983-), footballeur burkinabè ;
- Abdoulaye Diallo  ;
- Abdoulaye Diagne-Faye (1978-), footballeur sénégalais ;
- Abdoulaye Diop  ;
- Abdoulaye Doucouré (1993-), footballeur malien ;
- Abdoulaye Fadiga  ;
- Abdoulaye Fall  ;
- Abdoulaye Gbané (1988-), taekwondoïste ivoirien ;
- Abdoulaye Harissou (19?-), notaire et juriste camerounais ;
- Abdoulaye Keita  ;
- Abdoulaye Konaté (1953-), artiste malien ;
- Abdoulaye Loum (1991-), basketteur français ;
- Abdoulaye Ly (1919-2013), historien et homme politique sénégalais ;
- Abdoulaye Maïga  ;
- Abdoulaye M’Baye (1988-), basketteur français ;
- Abdoulaye Meïté (1980-), footballeur ivoirien ;
- Abdoulaye Nderguet (1972-), chanteur tchadien ;
- Abdoulaye Ndoye  ;
- Abdoulaye N’Diaye  ;
- Abdoulaye Niasse (1848-1922), religieux sénégalais ;
- Abdoulaye Sadji (1910-1961), écrivain sénégalais ;
- Abdoulaye Sané (1992-), footballeur sénégalais ;
- Abdoulaye Seck (1992-), footballeur sénégalais ;
- Abdoulaye Seye (1934-2011), athlète franco-sénégalais ;
- Abdoulaye Seye Moreau (1929-2020), basketteur sénégalais ;
- Abdoulaye Sékou Sow (1931-2013), homme d’État malien ;
- Abdoulaye Sessouma (?-), coureur cycliste ivoirien ;
- Abdoulaye Sissako (1998-), footballeur français ;
- Abdoulaye Sissoko (1992-), footballeur malien ;
- Abdoulaye Soma (1979-), juriste et homme politique burkinabè ;
- Abdoulaye Soulama (1979-2017), footballeur burkinabè ;
- Abdoulaye Soumaré (1905-1964), militaire malien ;
- Abdoulaye Sylla (2000-), footballeur guinéen ;
- Abdoulaye Thiam (1974-), cycliste sénégalais ;
- Abdoulaye Touré (1994-), footballeur franco-guinéen ;
- Abdoulaye Wade (1926-), homme d’État sénégalais ;
- Abdoulaye Yansané (1937-1989), footballeur guinéen.